# Nemesis (Roth)
Nemesis (Brasil: Nêmesis / Portugal: Némesis) é um romance do escritor norte-americano Philip Roth publicado em 2010 pela editora Houghton Mifflin Harcourt.
Foi o 31º livro de Roth, uma obra de ficção que se passa no verão de 1944 e que narra os efeitos e a envolvência de um surto epidémico de poliomielite sobre uma comunidade intrincada de Newark e as suas crianças.
Em 2012, Philip Roth disse a um entrevistador que Nemesis seria o seu último romance.

## Enredo
Nemesis explora o efeito de um surto epidémico de poliomielite, ocorrido em 1944 na cidade Newark (New Jersey), cidade de onde o escritor é originário, e os seus efeitos numa comunidade maioritariamente judaica do bairro de Weequahic. Quando ainda não se conhecia vacina para a doença, as crianças estavam ameaçadas de mutilação, paralisia, incapacidade para toda a vida e morte se atingidas por ela.:Contracapa
A personagem principal é um jovem professor de educação física, Bucky Cantor, muito dedicado à sua ocupação, vigoroso, sendo um atleta pela sua compleição física, mas que sente culpa pela sua fraca visão (usa óculos) o ter excluído de ter sido alistado para combater na II Guerra Mundial ao lado dos seus amigos e conterrâneos.:Contracapa
A história centra-se nos dilemas com que Cantor se confronta à medida que a poliomielite progride na cidade, no bairro e no campo de jogos da sua escola que ele dirige. Roth examina alguns dos temas que decorrem da doença contagiosa: medo, pânico, raiva, culpa, perplexidade, sofrimento e dor. Cantor também enfrenta uma crise espiritual, perguntando-se porque permite Deus que crianças inocentes morram ou fiquem fortemente incapacitadas pela doença.:Contracapa
Ao mesmo temo, Cantor enfrenta uma crise romântica, pois a sua namorada que é monitora num acampamento de verão judaico nas montanhas, e temendo que Cantor apanhe a poliomielite se permanecer em Newark, pede-lhe para se juntar a ela no ambiente saudável livre de pólio. Ele quer estar com sua noiva, mas deixar as crianças de Newark aumentaria o seu sentimento de culpa.:Contracapa
Com a inevitabilidade de uma tragédia grega, o próprio Cantor acaba por ser atingido pela polio, o que vai produzir uma profunda alteração da sua vida, responsabilizando-se, a partir de então, por ter transmitido a polio pelas crianças.:Contracapa
A história termina cerca de trinta anos mais tarde, quando Cantor encontra uma das crianças que teve à sua guarda e que contraiu a doença tendo sobrevivido ainda que com grandes mazelas. Eles falam sobre o que passaram antes, tendo Cantor revelado o que se passou com a sua noiva, sendo o narrador do romance este seu antigo aluno a quem Cantor conta a história da sua vida.:Contracapa

## Questões
Numa época em que não se conhecia como o vírus da poliomielite se propagava, eram grandes as dúvidas sobre como proceder com as crianças. Mantê-las fechadas em casa, ou permitir que continuassem com a sua vida normal? Roth atribui a um personagem que é médico o seguinte conselho ao personagem principal::106
No parque de jogos tu ajudas a manter o pânico afastado ao mesmo tempo de acompanhas esses teus alunos que continuam a praticar os jogos que adoram. A alternativa não é mandá-los para um outro lugar qualquer, onde eles não terão o teu acompanhamento. A alternativa não é fechá-los em casa e enchê-los de receio. Eu sou contra assustar as crianças judias. Eu sou contra assustar os judeus, ponto final. Isso foi na Europa, e foi por isso que os judeus fugiram. Isto é a América. Quanto menos medo melhor. O medo torna-nos inumanos. O medo degrada-nos. Fazer com que haja menos medo - é esse o nosso trabalho.
Outra questão que perpassa pelo livro é a dúvida do personagem principal acerca da intervenção de Deus, do Deus dos judeus::125
Após este tempo todo, ocorreu de repente ao Sr. Cantor que Deus não tinha apenas deixado que a poliomielite se difundisse pelo bairro Weequahic, mas que vinte e três anos antes Deus tinha também deixado que a sua mãe, saida há apenas dois anos do ensino secundário, e então mais nova do que ele agora, morresse ao dar à luz.
E mais adiante ainda::171
Como pode um judeu rezar a um deus que tenha posto uma maldição como esta num bairro de milhares e milhares de judeus?
Outro dilema em que o escritor colocou o personagem foi o da oposição entre o bem estar próprio e o sentido do dever::174
Aqui ele tinha tudo o que Dave e Jake [que eram soldados na guerra] não tinham, e que os miúdos no parque de jogos da Chancellor não tinham e que toda a gente em Newark não tinha. Mas o que ele deixou de ter foi uma boa consciência com que pudesse viver.
Depois o incentivo dado por um personagem que conseguiu ultrapassar as enormes limitações da doença e que não compreendia a auto-acusação de Cantor::272
Não estejas contra ti próprio. Já há no mundo crueldade suficiente. Não tornes as coisas piores ao fazeres de ti o bode expiatório.
Finalmente, os pequenos prazeres a que, após se esfumar uma vida de grandes expectativas, o personagem recorria::269
Eu não sou muito de conviver. Vou ao cinema. Vou ao bairro Ironbound aos domingos para um bom almoço num restaurante português. Gosto de me sentar no parque quando está agradável. Vejo a TV. Vejo as notícias.

## Recepção
Nemesis ficou na lista final para o prémio literário Wellcome Trust Book, de 2011, prémio que homenageia "o melhor da medicina na literatura".

## Ligação externa
- Josh Rosaler, Roth's Deadly Seriousness, crítica na revista The Oxonian Review, em 29 de Novembro de 2010,